# 拉姆西縣 (明尼蘇達州)
拉姆西县（英語：Ramsey County）是美国明尼蘇達州東部的一個郡，面積441平方公里。根據2020年美國人口普查，共有人口55萬2,352人。縣治聖保羅（Saint Paul）也是州的首府。該縣成立於1849年10月27日，是該州最早成立的九個縣之一。縣名紀念明尼蘇達領地首任總督亞歷山大·拉姆西。

## 主要城市
- 聖保羅（縣治）
- 梅普爾伍德
- 羅斯維爾
- 肖爾維尤
- 白熊湖
- 紐布萊頓

## 外部連結
- Ramsey County government website （页面存档备份，存于）
- Ramsey County Historical Society